# Episodi di The Nine
La prima e unica stagione della serie televisiva The Nine è stata trasmessa negli Stati Uniti dal 4 ottobre 2006 all'8 agosto 2007, con quattro episodi mai trasmessi.
In Italia è andata in onda in prima visione dal 24 giugno all'11 settembre 2008 su Rai 2, con la trasmissione di tutti gli episodi.
| nº | Titolo originale       | Titolo italiano          | Prima TV USA     | Prima TV Italia   |
| -- | ---------------------- | ------------------------ | ---------------- | ----------------- |
| 1  | Pilot                  | Gli ostaggi              | 4 ottobre 2006   | 24 giugno 2008    |
| 2  | Heroes Welcome         | Benvenuti eroi           | 11 ottobre 2006  | 1º luglio 2008    |
| 3  | What's Your Emergency? | Sulle tracce dei ricordi | 18 ottobre 2006  | 8 luglio 2008     |
| 4  | Brother's Keeper       | Nel bene e nel male      | 25 ottobre 2006  | 15 luglio 2008    |
| 5  | All About Eva          | Chi è Eva Rios?          | 1º novembre 2006 | 25 luglio 2008    |
| 6  | Take Me Instead        | Partita a poker          | 8 novembre 2006  | 30 luglio 2008    |
| 7  | Outsiders              | Identikit                | 22 novembre 2006 | 6 agosto 2008     |
| 8  | Turning Point          | Ricostruzione            | 1º agosto 2007   | 13 agosto 2008    |
| 9  | You're Being Watched   | In cerca di risposte     | 8 agosto 2007    | 20 agosto 2008    |
| 10 | The Inside Man         | Il complice              | inedito          | 27 agosto 2008    |
| 11 | Man of the Year        | L'uomo dell'anno         | inedito          | 3 settembre 2008  |
| 12 | Legacy                 | Verità nascoste          | inedito          | 9 settembre 2008  |
| 13 | Confessions            | Confessioni              | inedito          | 11 settembre 2008 |

## Gli ostaggi
- Titolo originale: Pilot
- Diretto da: Alex Graves
- Scritto da: Hank Steinberg e K.J. Steinberg

### Trama
È un giorno come un altro quando nove persone entrano in una banca e vengono coinvolti in un evento che non avrebbero mai pensato potesse accadere a loro. Una volta usciti le loro vite cambieranno, per sempre. In questo episodio le nove persone cercano di ritornare alle loro vite di tutti i giorni dopo un incubo durato 52 ore con tutte le conseguenze che ciò comporta.

## Benvenuti eroi
- Titolo originale: Heroes Welcome
- Diretto da: Alex Graves
- Scritto da: Hank Steinberg e K.J. Steinberg

### Trama
Dopo la rapina i nove ostaggi ritornano alla loro vita di tutti i giorni. Il lavoro di Nick nella polizia è a rischio, mentre Egan diventa una star televisiva e Jeremy prende in mano la situazione.

## Sulle tracce dei ricordi
- Titolo originale: What's Your Emergency
- Diretto da: Alex Graves
- Scritto da: K.J. Steinberg

### Trama
Kathryn ritorna al lavoro ma si rende conto che non riesce a dimenticare quello che è successo in banca. Nel frattempo Felicia cerca di riacquistare il ricordo di ciò che è accaduto in banca durante quelle 52 ore e Jeremy è confuso per qualcosa che ha fatto in ospedale.

## Nel bene e nel male
- Titolo originale: Brother's Keeper
- Diretto da: Andrew Bernstein
- Scritto da: Hank Steinberg e K.J. Steinberg

### Trama
Anche se Nick non è d'accordo Lizzie conduce una crociate per affrontare Randall in tribunale. Egana invita Jeremy all'addio al celibato di un suo amico. Frattanto Franny viene tormentata dal padre di Rick che la chiama dal carcere; Nick le dice di parlarne con Kathryn.

## Chi è Eva Rios?
- Titolo originale: All About Eva
- Diretto da: Christopher Misiano
- Scritto da: Tom Szentgyorgyi

### Trama
Malcolm si deve occupare di un conflitto tra la banca e la vedova di un suo amico. Nick e Kathryn fanno una scoperta sorprendente: l'esistenza di un legame tra la rapina in banca ed Eva. Franny capisce che Lizzie è incinta di Jeremy.

## Partita a poker
- Titolo originale: Take Me Instead
- Diretto da: Alex Graves
- Scritto da: Joy Gregory

### Trama
Lizzie svela l'esistenza di un legame con Lucas stabilitosi durante la rapina in banca. Egan programma una serata poker, Kathryn vede un lato sconosciuto di Nick e prende una decisione sul proprio futuro. Jeremy e Franny decidono di far fare alla loro relazione un passo avanti ulteriore.

## Identikit
- Titolo originale: Outsiders
- Diretto da: Dean White
- Scritto da: K.J. Steinberg

### Trama
Franny, mentre guarda tra le cose di Eva, trova qualcosa di sconcertante. Jeremy e Lizzie rivelano il loro segreto, ovvero quello che è successo loro durante la rapina. Nel frattempo l'ex-moglie di Nick torna nella sua vita portandosi dietro i suoi problemi.

## Ricostruzione
- Titolo originale: Turning Point
- Diretto da: Daniel Attias
- Scritto da: Tom Garrigus

### Trama
Kathryn riceve il sostegno del sindaco per la carica di Procuratore Distrettuale che potrebbe rappresentare un punto di svolta della sua carriera. Otto dei nove ostaggi vengono convocati nell'ufficio del procuratore per essere interrogati riguardo alla morte della guardia giurata. Nel frattempo Lizzie viene a conoscenza della relazione tra Jeremy e Franny.

## In cerca di risposte
- Titolo originale: Your're Been Watched
- Diretto da: Mary Harron
- Scritto da: Tom Szentgyorgyi (soggetto); Hank Steinberg (sceneggiatura)

### Trama
Il ritrovamento di un biglietto lascia intendere che i nove sono sotto sorveglianza. Poco dopo Lizzie scompare e Jeremy ed Egan si rivolgono a Nick per chiedere aiuto. Nel frattempo il resto del gruppo viene a conoscenza della relazione tra Franny e Jeremy.

## Il complice
- Titolo originale: The Inside Man
- Diretto da: Matt Shakman
- Scritto da: Ted Humphrey e Tom Szentgyorgyi (soggetto); Ted Humphrey (sceneggiatura)

### Trama
Dopo che Egan fa una dichiarazione sorprendente alla TV nazionale le vite dei nove vengono messe in subbuglio.

## L'uomo dell'anno
- Titolo originale: Man of the Year
- Diretto da: Nelson McCormick
- Scritto da: Joy Gregory e Nicole Mirante

### Trama
Mentre Malcolm è combattuto se accettare o meno un riconoscimento per i suoi molti anni di servizio riceve, inattesa, la visita del suo sfortunato fratello.

## Verità nascoste
- Titolo originale: Legacy
- Diretto da: Robert Duncan McNeill
- Scritto da: Jason Wilborn

### Trama
Nick chiede a Malcolm di aiutarlo a portare a termine una vecchia promessa di vendetta fatta quando il padre morì.

## Confessioni
- Titolo originale: Confessions
- Diretto da: Marcos Siega
- Scritto da: Hank Steinberg e K.J. Steinberg

### Trama
Schiacciato dai sensi di colpa Malcom fa una sconvolgente confessione.